# Histoire du patinage artistique (Allemagne)
Pour l’article homonyme, voir Histoire du patinage artistique à roulettes.
L’histoire du patinage artistique remonte au Moyen Âge. Cependant, les premiers écrits au sujet de cette discipline sportive parlent simplement de patinage. C’est bien plus tard qu’apparaissent deux disciplines distinctes ; le patinage artistique et le patinage de vitesse.

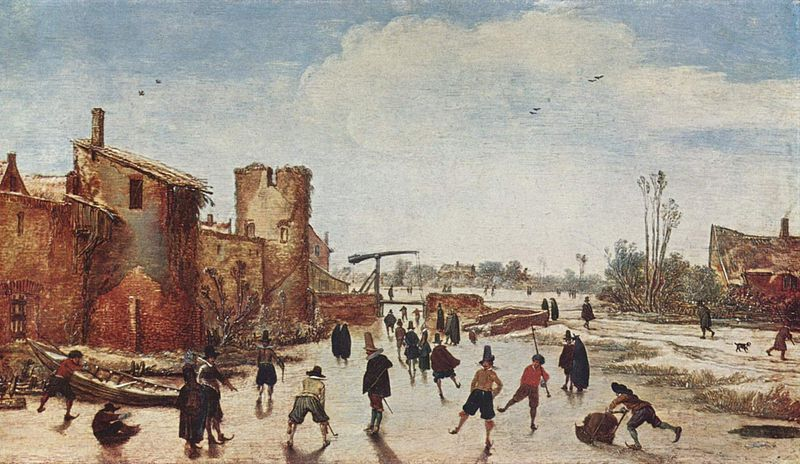
Scène de patinage sur l’eau gelée des douves, Esaias van de Velde, 1618

## Premières références au patinage

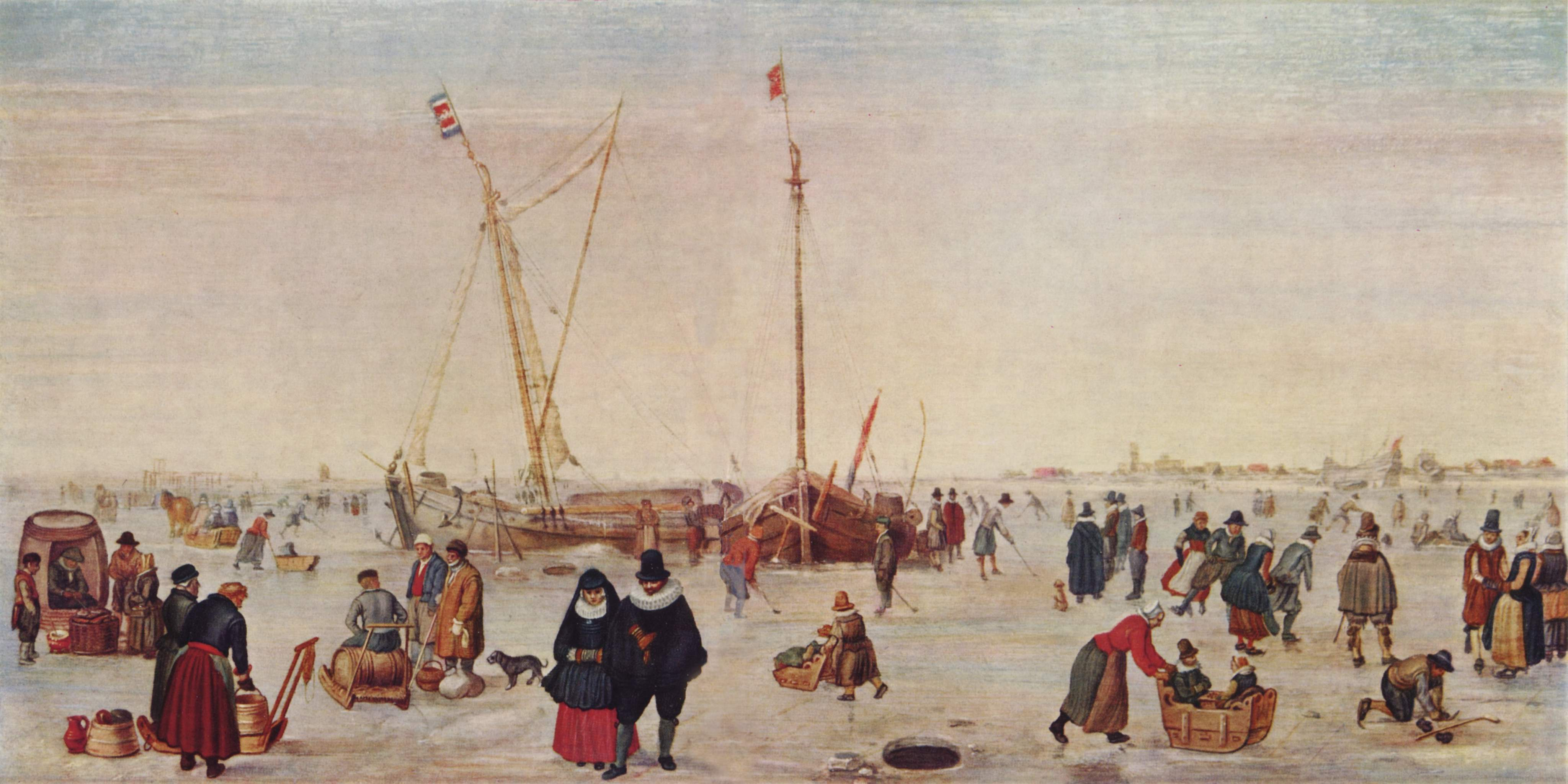
Paysage d’hiver avec patineurs, dont certains semblent déjà pratiquer le schoonrijden, Hendrick Avercamp, 1620

La première référence officielle au patinage est attribuée au moine anglais William Fitzstephen. Dans son livre sur Thomas Becket, l’ecclésiastique de Canterbury décrit une scène se déroulant derrière les murs au Nord de la ville : 
« … lorsqu’il gèle à Finsbury et à Moorfield, la jeunesse londonienne se livre au patinage sur glace. Certains ont accroché un os à leur semelle et tiennent en main un bâton ferré. Ils survolent la glace comme des oiseaux et fendent l’air comme des flèches. Deux jeunes hommes entament alors un face-à-face de bâtons jusqu’à se faire chuter. Les blessures sont souvent situées au niveau de la tête ou, lorsque l’un tombe sur l’autre, on se casse un bras voire une jambe… »

Les patins fabriqués avec les os n’étant pas assez tranchants, il fallait s’aider de bâtons pour avancer sur la glace. Au fil du temps, plusieurs versions du patin en bois se sont développées. Aux Pays-Bas, aux XIIIe et XIVe siècles, on utilise une chaussure en bois montée sur une lame de fer. Le principe du patinage reste cependant inchangé. Ce n’est qu’à la suite d’un accident que des innovations vont apparaître.
 

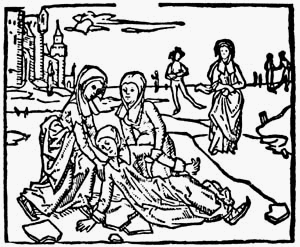
Lydwine tombe sur la glace, gravure sur bois, Johannes Brugman, 1498

C’est un apprenti menuisier membre de la Corporation néerlandaise du matériel de navigation et de patinage qui choisit un jour de fixer la lame de fer à la verticale plutôt qu’à l’horizontale. Il invente ainsi la chaussure de patinage comme on la connaît aujourd’hui. Les patineurs peuvent alors abandonner le bâton pour se mouvoir plus librement et surtout plus vite sur la glace. Il leur devient également plus facile de contrôler leurs mouvements et pratiquer le schoonrijden. 
Ce nouveau patin monté sur des lames à la verticale est adopté au XVe siècle. La première représentation picturale d’une scène de patinage est une gravure sur bois de Johannes Brugman, parue en 1498 dans la biographie de Sainte Lydwine de Schiedam. On peut y voir Lydwine, la Sainte patronne hollandaise des patineurs, faire une chute sur la glace. Plus important encore, on distingue aussi en arrière-plan un homme qui patine la jambe un peu relevée, ce qui indique qu’il porte probablement déjà des patins à lames.

### Le patinage réservé à l’élite

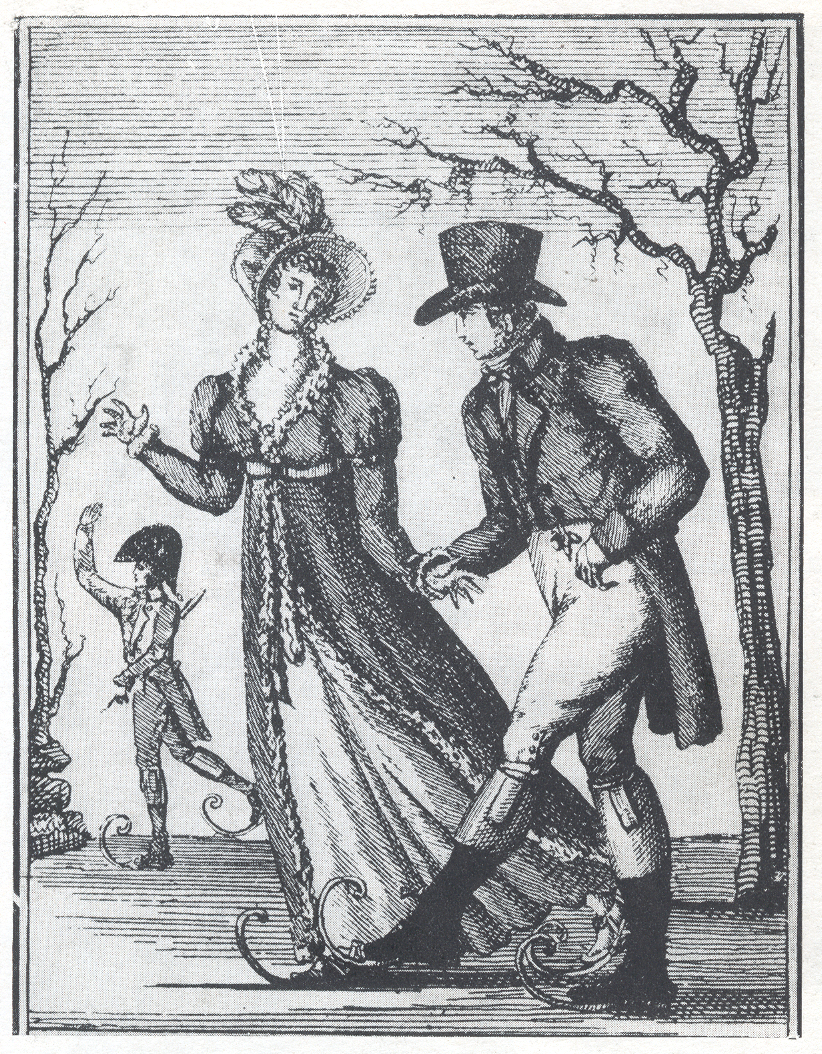
Couple de patineurs, gravure française, XIXe siècle

Aux Pays-Bas, le patinage est un sport pratiqué par le peuple, comme en témoignent de nombreux tableaux de Vieux Maîtres. En 1610, le carnaval du patinage organisé à la cour de l'empereur Rodolphe II participe incontestablement à la démocratisation de ce sport de loisir. Ailleurs cependant, le patinage sur glace est un plaisir réservé à la noblesse.
À Paris, sous le règne de Louis XVI, on pratique également le patinage. Parmi les figures historiques connues pour avoir pratiqué le patinage sur glace, on compte Madame de Pompadour, Napoléon Ier, Napoléon III ou encore la dynastie des Stuart. On raconte même que la Reine Victoria aurait rencontré son futur mari le Prince Albert lors d’une virée sur la glace.
Enfin, Casanova lui-même aurait été un grand amateur de sérénades en patins. Durant l’hiver 1759, alors qu’il poursuivait deux jeunes filles, une chute sur la glace aurait valu au séducteur de nombreux hématomes. Mais la description détaillée qu’il nous livre donne à voir une tenue typique de la patineuse de l’époque : jupes courtes (descendant jusqu’aux mollets) sur des collants en velours noir.

## Les débuts du patinage moderne
À Édimbourg en 1742, le premier club de patinage sur glace voit le jour. Quelques années plus tard, à Londres, on publie pour la première fois un manuel de patinage sur glace.
Le patinage sur glace se divise désormais en deux disciplines : le patinage artistique et le patinage de vitesse.

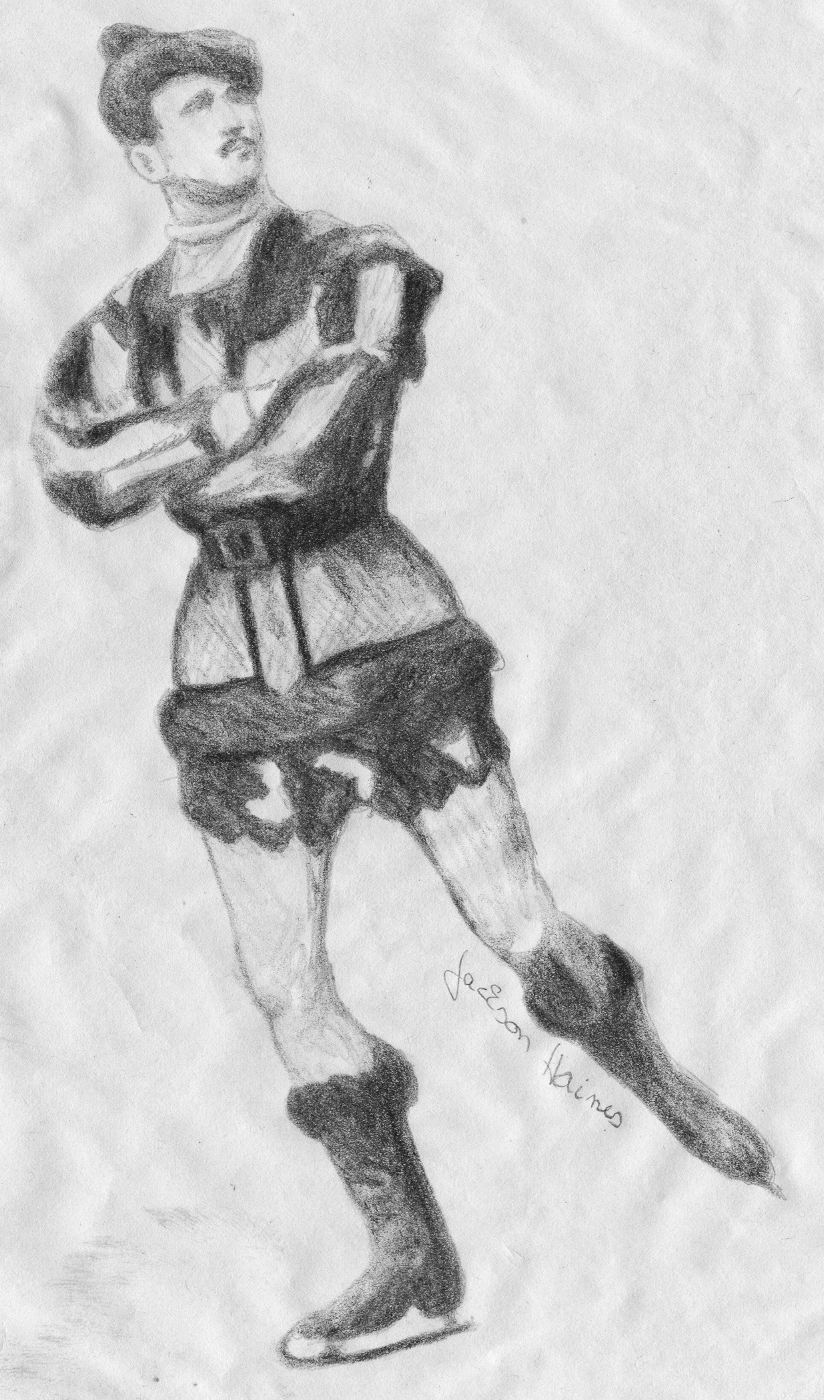
Jackson Haines (1840–1879)

Le patineur américain Jackson Haines est considéré comme le père du patinage artistique moderne. À la suite du congrès rassemblé à Pittsburgh en Pennsylvanie pour établir les 25 règles de l’organisation de compétitions aux États-Unis, se tient la première édition du championnat des États-Unis dont Jackson Haines sort vainqueur. Il présente une nouvelle manière de patiner mais aussi un nouveau type de patins : les patins montés sur des lames en acier. À une époque où prévaut le style britannique, particulièrement rigoureux, on reproche à Jackson Haines de s’attarder sur des poses corporelles avec les pieds et les mains au lieu de se concentrer sur la course et les figures. Il tente alors sa chance en Europe. Il rencontre tout d’abord le succès dans la ville de Stockholm. Sa prestation se compose de plusieurs pas de danse totalement nouveaux en patinage. Mais la Grande-Bretagne s’oppose à lui comme à ses acolytes américains, et refuse tout changement dans cette discipline sportive rigoureusement réglée. Malgré tout, ce nouveau courant ne se laisse pas maîtriser si facilement.
À l’hiver 1868, Jackson Haines se rend à Vienne et triomphe de nouveau. Les spectateurs sont subjugués lorsqu’il se met à danser une valse sur toute la patinoire. La ville natale de Johann Strauss témoigne sa gratitude envers le patineur ; Vienne organise une soirée durant laquelle 500 couples reprennent la valse du champion sur la glace. La prestation de Jackson Haines donne lieu à la création de l’école de patinage de Vienne qui rattrape bientôt l’avance prise à l’époque par la Grande-Bretagne. Considéré comme le premier patineur artistique, Jackson Haines s’éteint en 1875, à l’âge de 31 ans, à la suite d’une pneumonie. Ses élèves continuent à développer cette discipline et les premières règles officielles font leur apparition. Cette première régulation sera plus tard reprise par l’Union internationale de patinage (UIP).

### Début duXXesiècle

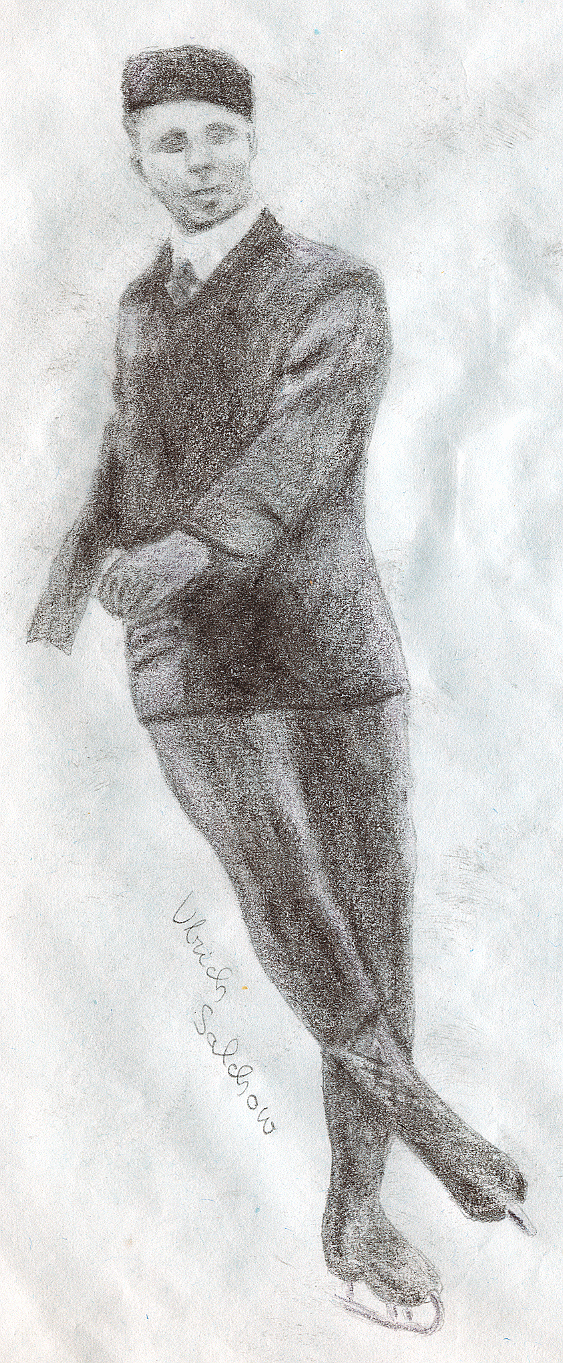
Ulrich Salchow (1877-1949)

Au début du XXe siècle, le patinage artistique développe davantage sa dimension sportive avec le Suédois Ulrich Salchow. Sacré dix fois champion du monde, il rehausse le record de patinage artistique de façon significative. Ulrich Salchow utilise le patin à lame dentée. Une invention de son cru, grâce à laquelle il jouit d’une plus grande force de propulsion pour patiner comme pour exécuter des sauts. En 1908, il devient le premier champion olympique de patinage artistique. Il couronne sa carrière par un nouveau saut, aujourd’hui appelé Salchow et appartenant à la catégorie des sauts de base. En 1911 est créée l’Union Suisse de Patinage. 
La première épreuve olympique de patinage artistique a lieu lors des Jeux de Londres en 1908.

### Avant la Première Guerre mondiale
Dans les dernières années qui précèdent la Première Guerre mondiale, le sport connaît d’une manière générale un grand essor, y compris le patinage artistique et de vitesse. 
L’ouverture du Palais des sports de Berlin et de sa patinoire de 2 400 m2 (60 m x 40 m) marque une étape très importante de l’histoire du patinage. Non seulement le public s’intéresse davantage au patinage artistique, mais les performances des patineurs s’améliorent également.
Il n’est donc pas étonnant que nombre de patineurs de talent voient le jour en Allemagne. On compte parmi ceux-ci Werner Rittberger, inventeur d’un saut de base en patinage artistique auquel il a donné son nom (le Rittberger ou le boucle) et la très talentueuse Charlotte Oelschlägel. Elle fait ses premiers pas en tant que professionnelle à l’âge 10 ans. À 17 ans, elle s’envole pour New York où elle réussira à s’imposer. Grâce à elle, le patinage artistique gagne en popularité aux États-Unis.

### Entre-deux-guerres
C’est seulement après la Première Guerre mondiale, en 1922, que se renouvellent les plus grandes compétitions de patinage artistique. Deux personnes y jouent un rôle clé : la Norvégienne Sonja Henie et l’Autrichien Karl Schäfer.
Sonja Henie, dix fois championne du monde, introduit de nouvelles tendances dans le patinage artistique, telles que les jupes arrivant aux genoux, mais aussi l’élégance par mouvements entièrement revisités. Pendant plus de dix ans, elle est l’une des femmes les plus admirées au monde.
Le patineur autrichien Karl Schäfer est une figure incontournable patinage individuel messieurs dans les années 1930. Entre 1929 et 1936, il est sacré huit fois champion d’Europe et sept fois champion du monde.

### Après laSeconde Guerre mondiale
L’après-guerre marque le tournant décisif de l’histoire du patinage artistique. La discipline connaît en effet un essor exceptionnel. La construction de patinoires, qui deviennent progressivement des patinoires couvertes, permet des entraînements intensifs et influence ainsi les performances des patineurs. Les figures libres s’imposent peu à peu face aux figures imposées, jusqu’alors considérées comme l’épreuve de patinage par excellence mais ne présentent pas vraiment d’attrait pour les spectateurs.
Ne pouvant participer à des compétitions internationales, les patineurs européens prennent un certain retard pendant la guerre, qu’il leur est difficile à rattraper. Les Américains profitent de cette situation pour poursuivre leur travail et apporter plus de dynamisme, de rapidité et d’endurance au patinage grâce à une préparation physique plus intensive.

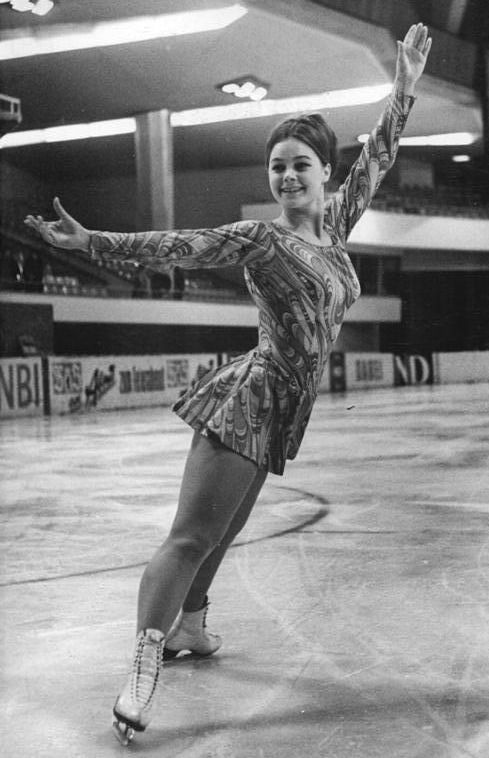
Gabriele Seyfert.

Le premier à s’imposer en figures libres au niveau international dans l’après-guerre est le très populaire patineur américain Richard Button, avec sa maîtrise parfaite du double saut. Il s’essaie également au triple salchow lors des entraînements. Trois figures dominent le patinage féminin international : la Canadienne Barbara Ann Scott, l’Américaine Peggy Fleming et l’Allemande Gabriele Seyfert.
À partir de 1952, la danse sur glace devient une discipline internationale avec ses propres championnats. Les couples de danseurs britanniques brillent particulièrement dans cette discipline avec leur exécution caractéristique, ce qu’on appelle l’école de danse britannique.

### Fin duXXesiècleet début duXXIesiècle
Les compétiteurs russes et outre-Atlantique restent longtemps les maîtres incontestés en patinage individuel messieurs, à l’instar de Brian Orser, Brian Boitano, Alexander Fadeïev, Viktor Petrenko, Elvis Stojko, Aleksey Yagudin et Evgeni Plushenko. Ils maîtrisent les triples ou quadruples sauts avec des combinaisons et des suites de sauts différentes, des pirouettes intéressantes et des chorégraphies très créatives.
Dans le patinage féminin, la patineuse la plus renommée est l’est-Allemande Katarina Witt. Sa carrière débute par sa victoire aux Jeux olympiques de Sarajevo en 1984, se poursuit avec plusieurs titres en championnats européens et mondiaux et atteint son sommet lorsqu’elle défend son titre olympique à Calgary en 1988. Sa course est toujours d’une grande exigence technique, accompagnée d’une chorégraphie créative et d’une exécution parfaite. Parmi les plus grandes patineuses au niveau mondial, on peut citer Midori Ito, Kristi Yamaguchi, Chen Lu, Maria Butyrskaya, Michelle Kwan et Irina Sloutskaïa. Ce sont désormais les patineuses asiatiques qui dominent la discipline (Shizuka Arakawa, Miki Ando, Mao Asada, Kim Yu-na).
Du côté des épreuves en couple, les couples soviétiques occuperont les premières marches du podium pendant de longues années. Ils restent longtemps invaincus après les Jeux olympiques de 1964. On compte parmi les plus médaillés : Ludmila Belousova/Oleg Protopopov, Irina Rodnina et Alexeï Oulanov puis Aleksandr Zaïtsev, Ekaterina/Sergueï Grinkov, Artur Dmitriev avec ses deux partenaires Natalia Mishkutenok et Oksana Kazakova, et enfin Elena Berejnaïa/Anton Sikharulidze. Le départ en retraite de Tatiana Totmianina et Maksim Marinin, champions olympiques en 2006, cinq fois champions d’Europe et deux fois champions du monde, marque la fin de l’hégémonie soviétique. On voit également d’excellents couples venus d’Amérique et d’Asie (comme le duo Xue Shen/Hongbo Zhao), mais aussi d’Europe (Aljona Savchenko/Robin Szolkowy).
La discipline de la danse sur glace a d’abord été dominée par les couples britanniques, puis par le couple soviétique Ludmila Pachomova/Aleksander Gorschov, qui a gagné en tout six médailles d’or aux championnats du monde, six médailles d’or aux championnats d’Europe de 1970 à 1976, ainsi que le premier titre olympique de danse sur glace en 1976. Leurs successeurs sont Irina Moïsseïeva/Andrei Minenkov et Natalia Linitchouk/Guennadi Karponossov. L’exceptionnel couple britannique formé par Jayne Torvill et Christopher Dean interrompt la série victorieuse des Soviétiques pendant quelques années. Ils remportent quatre fois le titre de champions du monde et la médaille d’or aux Jeux olympiques de 1984. Les Soviétiques reprennent ensuite la main. Le couple Oksana Grichtchouk/Ievgueni Platov décroche le titre olympique à deux reprises (1994, 1998). Après leur départ en retraite, les vainqueurs changent d’année en année : Anzhelika Krylova/Oleg Ovsiannikov, Marina Anissina/Gwendal Peizerat, Barbara Fusar-Poli/Maurizio Margaglio, Irina Lobatcheva/Ilia Averboukh, Shae-Lynn Bourne/Victor Kraatz, jusqu’à Tatiana Navka/Roman Kostomarov puis Albena Denkova/Maxim Staviski qui parviennent à s’imposer vainqueurs à deux reprises. 

## Évolution du patinage artistique en Allemagne
En Allemagne à la fin du XVIIIe siècle, le poète Friedrich Gottlieb Klopstock fait la promotion du patinage sur glace, notamment dans ses odes « Der Eislauf », « Braga » et « Die Kunst Thialfs ». Il est tellement enthousiasmé par ce nouveau sport qu’il est la cible de moqueries. En Allemagne, il n’est pas convenable qu’un si vieil homme joue au « pitre » sur la glace. Klopstock trouve cependant un allié de taille en la personne de Goethe. Lors de leurs rencontres, il arrive souvent qu’ils parlent plus de patinage que de poésie. Goethe a appris le patinage à l’âge adulte. On pense qu’il cherchait ainsi à surmonter une rupture douloureuse. Il écrit en 1796 un poème dédié au patin à glace nommé « Der Winter ».
La célèbre chanteuse d’opéra Henriette Sontag, mariée au comte Carlo Rossi, contribue également à la promotion du patinage sur le territoire allemand.
La première association de patinage sur glace voit le jour en 1861 à Francfort et la Fédération allemande de patinage est fondée en 1888. En 1889, l’association autrichienne de patinage fondée en 1867 fusionne avec les associations et fédération allemandes de patinage et donne naissance à la fédération allemande et autrichienne de patinage.
L’ouverture du Palais des sports de Berlin marque une étape très importante de l’histoire du patinage. Ce grand bâtiment en pierre se trouve sur la Lutherstrasse et comprend une patinoire de 60 mètres de long sur 40 mètres de large. Berlin devient ainsi un nouveau centre majeur dans le milieu du patinage, ainsi qu’un carrefour stratégique au vu de sa position avantageuse entre les deux pôles du patinage que sont Vienne et Stockholm.

### Patinage individuel

#### Messieurs
Les patineurs artistiques masculins de l'Empire allemand occupent les trois premières places du podium dès les premiers championnats d'Europe de 1891 à Hambourg. Oskar Uhlig est le premier champion d'Europe de patinage artistique de l'histoire. Les deuxièmes et troisièmes sont respectivement Anon Schmitson et Franz Zilly.
C'est lors du championnat d'Europe de 1895 qu'apparaît pour la première fois sur la scène internationale le patineur Gilbert Fuchs, originaire de Graz. Il finira troisième de la compétition. Il devient, en 1896 à Saint-Pétersbourg, le premier champion du monde de patinage artistique de l'histoire. Il réitère cet exploit en 1906.
Heinrich Burger, rendu célèbre principalement par ses victoires en patinage en couple aux côtés d'Anna Hübler, est sacré vice-champion du monde de patinage individuel messieurs en 1904 et 1906.
Werner Rittberger fait déjà partie des prétendants au titre lors de ses débuts aux championnats du monde de Davos en 1910. Bien qu'habitué à patiner sur de la glace synthétique, il ne perd rien de sa rapidité et de son énergie sur une patinoire en plein air. Patineur artistique de talent, Rittberger ne remportera pourtant jamais aucun titre européen ou mondial. En revanche, entre 1910 et 1912, il est sacré vice-champion du monde trois fois consécutives et gagne quatre médailles aux championnats d'Europe. Entre 1911 et 1928, Rittberger est sacré onze fois champion d'Allemagne de patinage artistique, un record inégalé à ce jour. Rittberger rentre dans l'histoire du patinage artistique en créant le saut de boucle, un saut de carre prenant appel sur la carre extérieure arrière. Le Rittberger est aujourd’hui l'un des sauts de boucle standards en patinage artistique.
Vingt ans plus tard, c'est au tour d’Ernst Baier de dominer le patinage artistique allemand. Il connaît sa plus grande victoire aux côtés de Maxi Herber en danse de couple. De 1933 à 1938, le champion allemand fait également partie de l'élite mondiale du patinage artistique en individuel. Il remporte trois fois le titre de vice-champion d'Europe (1931, 1932, 1933), deux fois le titre de champion du monde (1933, 1934) et une médaille d'argent aux Jeux Olympiques de 1936 derrière Karl Schäfer. Baier est le seul à avoir remporté deux médailles en patinage artistique lors des mêmes Jeux, en individuel et en couple.
Après la Seconde Guerre mondiale, les patineurs artistiques allemands ne peuvent plus, dans un premier temps, participer aux championnats du monde. Horst Faber est le dernier patineur allemand à remporter des médailles avant la guerre (le bronze aux championnats du monde de 1939 et aux championnats d'Europe la même année). Il est également le premier patineur allemand médaillé après la guerre, douze ans plus tard, à Zurich où il est sacré vice-champion d'Europe.
Manfred Schnelldorfer est le premier à remporter un titre à l'Allemagne, alors divisée en deux États, la RFA et la RDA. Il sera sacré huit fois champion d'Allemagne entre 1956 et 1964. Il remporte la médaille d'or aux Jeux d'hiver de 1964 à Innsbrück, ce qui fait de lui le seul et unique allemand médaillé olympique en patinage artistique individuel messieurs. Schnelldorfer est également sacré champion du monde à Dortmund la même année et est à ce jour le seul champion du monde de patinage artistique né en Allemagne et ayant patiné pour la RFA.

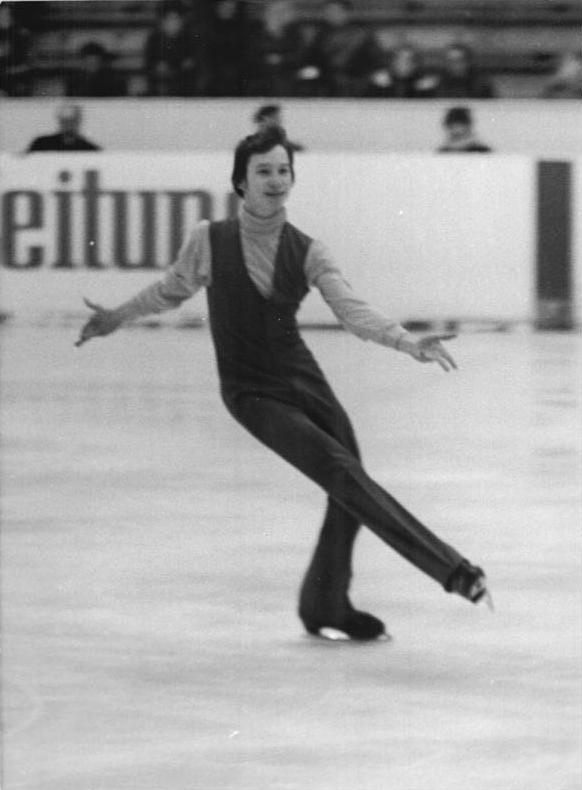
Jan Hoffmann.

En remportant le bronze lors des mondiaux de Ljubljana de 1970, Günter Zöller remporte la première médaille de la RDA en compétition masculine. Cette année-là marque également les débuts au niveau mondial d'un autre patineur artistique d'Allemagne de l'est, Jan Hoffmann, protégé de l'entraîneuse Jutta Müller. Entre 1971 et 1980, il sera sacré neuf fois champion de RDA. En 1974, à Zagreb, il est le deuxième allemand à remporter les championnats d’Europe 83 ans après Oskar Uhlig. Hoffmann réitère l'exploit entre 1977 et 1979. Avec quatre titres européens, il est le patineur artistique allemand le plus titré au niveau européen dans la compétition masculine. Hoffman est sacré champion du monde en 1974 à Munich et en 1980 à Dortmund, devenant ainsi le troisième et jusqu'à présent dernier patineur artistique allemand champion du monde. En plus de ses deux titres mondiaux, il a aussi gagné deux médailles d'argent et trois médailles de bronze, ce qui fait de lui le meilleur patineur artistique allemand dans la compétition masculine au niveau mondial. Hoffmann remporte l'argent aux Jeux olympiques de 1980.
Après les années 1970 dominées par la RDA à l’échelle allemande, les patineurs artistiques de RFA, et plus particulièrement Norbert Schramm, renouent avec le succès dès les années 1980. Schramm est sacré champion d'Europe à Lyon en 1982 et à Dortmund l'année suivante. Il est à ce jour le dernier allemand tenant du titre chez les messieurs. Schramm est également sacré vice-champion du monde en 1982 et 1983. Il se distingue tout particulièrement dans les programmes libres. Outre Schramm, Rudi Cerne remporte aussi une médaille. Il est vice-champion d'Europe à ses côtés en 1984.
Ce n'est que vingt ans plus tard qu'un autre allemand remportera une médaille aux championnats du monde et d'Europe. Stefan Lindemann, originaire d'Erfurt, qui devient en 2000 le premier allemand champion du monde junior de patinage artistique. Le 7 novembre 2003, il devient le premier patineur allemand à réussir un quadruple boucle piqué dans une compétition internationale et plus tard à gagner la médaille de bronze lors des mondiaux de 2004 à Dortmund. Un an plus tard il décroche également le bronze aux championnats d'Europe.
Manfred Schnelldorfer est le seul champion olympique en compétition masculine. Ernst Baier et Jan Hoffmann ont remporté l'argent olympique. Grâce à Gilbert Fuchs, Manfred Schnelldorfer et Jan Hoffmann, tous trois champions du monde, sont allemands. Fuchs et Hoffmann ont remporté le titre deux fois. Oskar Uhlig, Jan Hoffmann et Norbert Schramm, ont tous trois été champions d’Europe. Hoffmann a même remporté quatre fois ce titre, Schramm seulement deux fois. Avec 5 médailles d'or, 13 d'argent et 14 de bronze, l'Allemagne arrive en sixième position du classement cumulatif des médailles. Après le patinage en couple et le patinage artistique féminin, le patinage artistique masculin est la troisième discipline sur glace dans laquelle se distingue particulièrement l’Allemagne.

#### Dames
C'est à Berlin qu'est née l'idée d'un spectacle de patinage artistique. Une troupe de danseuses y reproduisait quelques numéros de ballet sur la glace. Charlotte Oelschlägel, qui devint par la suite une célèbre meneuse de revue, en était la danseuse principale. Le spectacle s'intitulait « Flirting in St. Moritz ». La première a eu lieu à l'hippodrome de New York en 1915.
En 1908, Elsa Rendschmidt remporte la médaille d'argent des premiers Jeux Olympiques d'hiver auxquels figure le patinage artistique, derrière Madge Syers. Il s'agit de la première médaille olympique remportée par une allemande. Rendschmidt est également la première patineuse artistique allemande à décrocher une médaille aux championnats du monde. En 1908 et 1910, elle est sacrée vice-championne du monde, derrière la hongroise Lily Kronberger. En 1911, Rendschmidt remporte la première édition du championnat de patinage artistique allemand chez les dames.
Ludowika Eilers, qui a par la suite connu un grand succès en patinage de couple aux côtés de Walter Jakobsson, remporte en 1911 la médaille de bronze en individuel dames pour l'Empire allemand.
Dans les années qui ont précédé et suivi la Seconde Guerre mondiale, Thea Frenssen, alors première patineuse artistique allemande, n'a remporté aucune médaille au niveau international.
Ellen Brockhöft est la principale patineuse artistique allemande des années 1920. Elle remportera six fois le championnat national et sera sacrée, en 1924 et 1925, vice-championne du monde derrière Herma Szabó. En 1925, Elisabeth Böckel remporte la médaille d'argent.
Dans les années 1930, ce sont Maxi Herber, qui avait connu un grand succès en couple aux côtés de Ernst Baier, et plus tard Lydia Veicht qui représentent l'élite du patinage artistique féminin allemand. Elles ne décrocheront pourtant aucune médaille internationale. C’est la Seconde Guerre mondiale qui donnera à Veicht l'occasion de rencontrer le succès à l’international.
Ce n’est qu’en 1953 qu'une patineuse artistique allemande parvient à revenir sur la scène internationale : Gundi Busch remporte la médaille d'argent aux championnats du monde et d'Europe. Un an plus tard, elle devient à Bolzano la première championne d'Europe allemande et est sacrée, à Oslo, première championne du monde allemande chez les dames.
Dans les années 1960, la RDA assoit sa réputation de superpuissance du patinage artistique féminin. Tout commence avec Gabriele Seyfert qui, du haut de ses dix titres, détient le record de médailles pour l'Allemagne de l'est. Elle est sacrée championne d'Europe en 1967, 1969 et 1970 et championne du monde en 1969 et 1970. Seyfert remporte la médaille d'argent aux Jeux olympiques de Grenoble, soixante ans après Elsa Rendschmidt. En 1968, elle est la première femme à réaliser un saut de boucle en compétition. Seyfert  a été entraînée par sa mère, Jutta Müller, l'une des entraîneuses les plus couronnées de succès de l'histoire du patinage artistique.
En 1972, Sonja Morgenstern remporte la médaille de bronze des championnats d'Europe mais une blessure anéantit ses autres chances de médailles.
Christine Errath, championne d'Europe entre 1973 et 1975 et championne du monde à Munich en 1974, succède ainsi à Seyfert. Elle remportera la médaille de bronze aux Jeux olympiques de 1976.
Anett Pötzsch marche dans les traces d'Errath. La quintuple championne de RDA est sacrée, sous la direction de Jutta Müller, championne d'Europe de 1977 à 1980 et championne du monde en 1978 et 1980. Elle remporte la médaille d'or aux Jeux olympiques de Lake Placid, devenant ainsi la première championne olympique de patinage artistique originaire d'Allemagne.

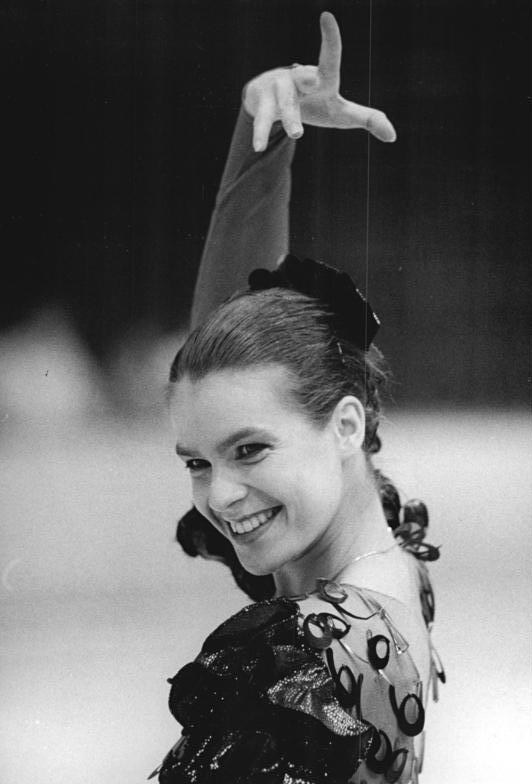
Katarina Witt.

Une autre élève de Jutta Müller lui succède rapidement en la personne de Katarina Witt. Elle a su s'affranchir du succès de son prédécesseur avant de devenir la patineuse artistique la plus populaire et la plus brillante de l'histoire. Championne de RDA entre 1981 et 1988, elle est également championne d'Europe entre 1983 et 1988 et championne du monde en 1984, 1985, 1987 et 1988. Elle remporte l'or olympique aux Jeux de Sarajevo de 1984, titre qu'elle défendra quatre ans plus tard à Calgary contre Sonja Henie.
Evelyn Großmann est la dernière à remporter un titre pour la RDA lors des championnats d'Europe de 1990.
Ce sont les palmarès de Dagmar Lurz et Claudia Leistner qui font la réputation de la RDA en patinage artistique. De 1977 à 1980, Lurz est sacrée vice-championne d'Europe derrière Anett Pötzsch. Elle remporte le bronze aux championnats du monde de 1977 et l'argent en 1980. Elle remporte également le bronze aux Jeux Olympiques de 1980. En 1989, Claudia Leistner est sacrée championne d'Europe et vice-championne du monde en 1983 et 1989.
Après la Réunification, Marina Kielmann devient vice-championne d'Europe en 1992. Elle remporte trois fois le bronze aux championnats d'Europe. Patricia Neske remporte également le bronze lors des championnats d'Europe de 1989 et 1992. À ce jour, la dernière médaillée allemande en patinage artistique est Tanja Szewczenko qui remporte le bronze aux mondiaux de 1993, à Prague. Elle termine troisième des championnats européens en 1998 et est, à ce jour, la dernière allemande médaillée aux championnats européens pour l'individuel féminin.
Après le patinage en couple, la compétition individuelle féminine est le deuxième point fort de l’Allemagne en patinage artistique féminin. Deux allemandes, Anett Pötzsch et Katarina Witt, ont été sacrées championnes olympiques de patinage artistique, Katarina Witt l'a même été deux fois. Elsa Rendschmidt et Gabriele Seyfert ont remporté l'argent olympique et Christine Errath et Dagmar Lurz le bronze. D'après le classement général des médailles pour les championnats du monde, l'Allemagne détient 10 médailles d'or, 16 médailles d'argent et 6 médailles de bronze, ce qui la classe deuxième derrière les États-Unis. Katarina Witt a remporté quatre titres mondiaux, Gabriele Seyfert et Anett Pötzsch en détiennent chacune deux et Gundi Busch et Christine Errath chacune un. Avec 19 médailles en championnat européen, le patinage féminin allemand se hisse à la première place du classement.

### Patinage en couple
Les premiers champions du monde de patinage artistique et champions olympiques en couple sont Anna Hübler et Heinrich Burger en 1908. Le 29 octobre 1908, Anna Hübler devient également la première championne olympique allemande à Londres. En 1910, Anna Hübler et Heinrich Burger remportent leur deuxième titre de champions du monde à Berlin. H. Burger est également médaillé en patinage artistique individuel.
Lors des championnats du monde de patinage artistique de 1911, Ludowika Eilers, originaire de Potsdam, remporte la victoire au côté du Finlandais Walter Jakobsson. Cette médaille revient pour moitié à l'Empire allemand. Par la suite, Ludowika Eilers devient championne du monde à deux autres reprises et championne olympique en 1920, mais elle concourt désormais pour la Finlande, depuis son mariage avec Walter Jakobsson.
Dans les premières années qui ont suivi la Première Guerre mondiale, aucun couple allemand ne remporte de compétition. Seuls Margarete et Paul Metzner décrochent une médaille de bronze aux championnats du monde de patinage artistique de Davos en 1922.
Ce n'est qu'au début des années 1930 qu'un nouveau couple allemand, Maxi Herber et Ernst Baier, parvient à remporter la victoire au niveau mondial. Les Allemands, sept fois champions du monde, dominent les compétitions en couple à partir du milieu des années 1930 et restent invaincus de 1935 au début de la Seconde Guerre mondiale. Ils sont champions d'Europe de 1935 à 1939 et champions du monde de 1936 à 1939. Ils décrochent l'or aux Jeux olympiques de 1936 à Garmisch-Partenkirsche. Maxi Herber et Ernst Baier représentent donc le couple allemand à avoir remporté le plus de victoires et l'un des couples à avoir remporté le plus de victoires au monde. Ils ont révolutionné le patinage artistique en couple. En 1934, ils présentent pour la première fois dans l'Histoire du patinage artistique, un saut parallèle : deux axels simples réalisés simultanément et côte à côte. Ernst Baier remporte également un certain nombre de succès en patinage artistique individuel. Il est d'ailleurs le seul homme à remporter une médaille en couple et en individuel lors des mêmes Jeux olympiques.
En 1939, le podium des championnats du monde de Budapest est pour la première fois de l'Histoire entièrement allemand. Maxi Herber et Ernst Baier l'emportent devant Ilse Pausin et Erik Pausin ainsi que Inge Koch et Günther Noack.
Après la Seconde Guerre mondiale, les patineurs allemands sont dans un premier temps exclus des compétitions internationales. Cependant, à la suite de la levée de cette interdiction, un couple arrive immédiatement en tête des compétitions mondiales : Ria Baran et Paul Falk. Ils étaient champions allemands depuis 1947 lorsqu'ils sont autorisés pour la première fois à concourir au niveau international en 1951. Ils deviennent cette année-là champions d'Europe à Zurich et champions du monde à Milan. Ils conservent ces titres en 1952 à la suite des championnats d'Europe de Vienne et aux championnats du monde de Paris. Par ailleurs, ils remportent l'or aux Jeux olympiques de la même année à Oslo. Ils inventent le porté lasso et sont le premier couple à réaliser un double saut parallèle en figure libre. En 1951, Ria Baran et Paul Falk deviennent les premiers sportifs de disciplines d'hiver à être élus personnalités sportives allemandes de l'année.
Le deuxième couple célèbre à remporter des succès internationaux est apparu au début des années 1960. Marika Kilius et Hans-Jürgen Bäumler ont connu une forte popularité en Allemagne. Ils sont sacrés six fois de suite champions d'Europe entre 1959 et 1964, et champions du monde à Cortina d'Ampezzo en 1963 et à Dortmund en 1964. Ils décrochent également l'argent lors des Jeux olympiques de 1960 à Squaw Valley et ceux de 1964 à Innsbruck.
Avant de travailler avec Hans-Jürgen Bäumler, Marika Kilius avait déjà remporté des médailles aux côtés de Franz Ningel lors de championnats du monde et championnats d'Europe de patinage artistique. Franz Ningel connaîtra le même succès avec sa partenaire suivante, Margret Göbl.
La fin de l'ère Kilius/Bäumler fait place à la domination de l'Union soviétique dans le patinage en couple. Si les duos allemands remportent de nombreuses médailles dans les années qui suivent, ils n'obtiennent aucun titre.
Pour la RFA, Margot Glockshuber et Wolfgang Danne parviennent à devenir vices-champions du monde en 1967. Aux Jeux olympiques de Grenoble en 1968, ils réussissent à décrocher le bronze.
À partir des années 1970, tout comme en patinage individuel, c'est surtout la RDA qui contribue aux succès des athlètes allemands. En 1970, Heidemarie Steiner et Heinz-Ulrich Walther parviennent, avec le bronze, à décrocher la première médaille de l'Allemagne de l'Est lors de championnats du monde en couple. Margit Senf et Peter Göbel avaient déjà remporté en 1961 la première médaille de la RDA lors de championnats d'Europe. Manuela Groß et Uwe Kagelmann obtiennent le bronze en 1973 et 1975 aux championnats du monde ainsi qu'en 1972 et 1976 aux Jeux olympiques. Romy Kermer et Rolf Oesterreich remportent également le bronze lors des championnats du monde de 1974 et en 1975 et 1976, deviennent vices-champions du monde. En 1976, ils décrochent l'argent aux Jeux olympiques d'Innsbruck. En 1978 et 1980, Manuela Mager et Uwe Bewersdorf deviennent vices-champions du monde et remportent une médaille de bronze lors des Jeux olympiques de 1980. Le couple de RDA à avoir remporté le plus de médailles est constitué de Sabine Baeß et Tassilo Thierbach. Ils sont sacrés cinq fois champions d'Allemagne de l'Est ainsi que champions d'Europe en 1982 à Lyon et en 1983 à Dortmund. En 1982 à Copenhague, ils deviennent le seul couple est-allemand à être nommé champions du monde. Par ailleurs, ils obtiennent deux médailles d'argent et deux de bronze lors de championnats du monde.

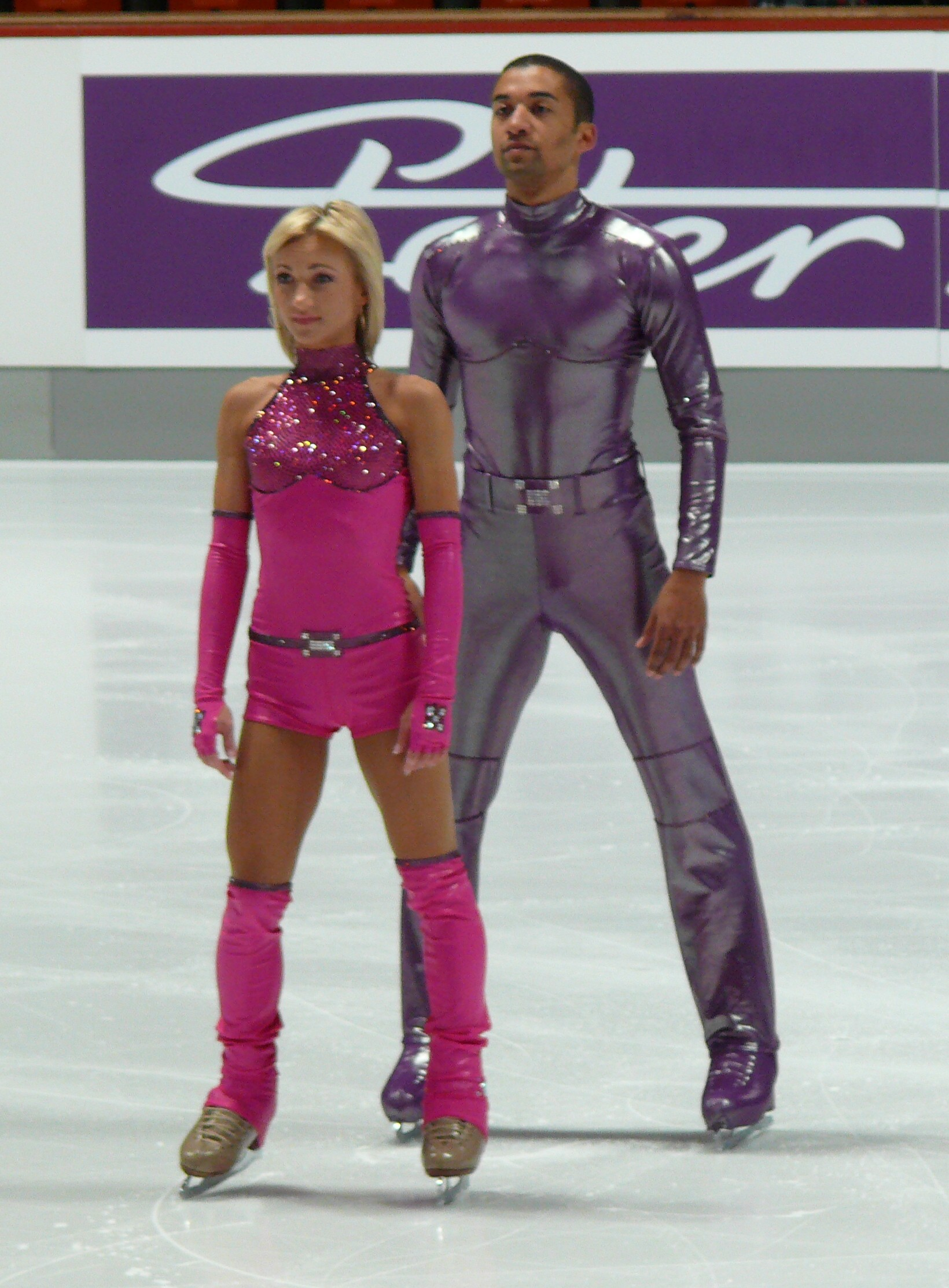
Aljona Savchenko et Robin Szolkowy.

Pour la RFA, seuls Tina Riegel et Andreas Nischwitz parviennent à remporter des médailles sur cette même période. En 1981, ils sont vices-champions d'Europe et troisièmes aux championnats du monde.
Après la réunification, Mandy Wötzel et Ingo Steuer sont le premier couple allemand à remporter de nouveau des compétitions internationales. En 1995, ils sont sacrés champions d'Europe et champions du monde en 1997. Lors des Jeux olympiques de 1998, ils obtiennent la médaille de bronze. La même année, Peggy Schwarz et Mirko Müller remportent également le bronze aux championnats du monde.
En 2003 se forme un nouveau couple de patinage : Aljona Savchenko et Robin Szolkowy. Avec leur entraîneur Ingo Steuer ils deviennent champions d'Europe en 2007, 2008, 2009 et 2011 ainsi que champions du monde en 2008, 2009 et 2011. Aux Jeux olympiques de 2010, ils repartent avec une médaille de bronze. Aljona Savchenko und Robin Szolkowy détiennent à la fois le record du monde en figure libre et en total de points.
Le patinage en couple est le point fort des Allemands en patinage artistique. Sept duos allemands ont remporté au total quinze titres de Championnats du monde de patinage artistique : Anna Hübler et Heinrich Burger (2), Maxi Herber et Ernst Baier (4), Ria Baran et Paul Falk (2), Marika Kilius et Hans-Jürgen Bäumler (2), Sabine Baeß et Tassilo Thierbach, Mandy Wötzel et Ingo Steuer ainsi que Aljona Savchenko et Robin Szolkowy (3). À cela s'ajoute le titre de Ludowika Eilers qu'elle a remporté au début de sa carrière pour l'Empire allemand avec le Finalandais Walter Jakobsson. Au total, les Allemands ont remporté lors de championnats du monde 16 médailles d'or, 14 d'argent et 16 de bronze. L'Allemagne atteint ainsi la deuxième place du classement mondial en termes de médailles cumulées, derrière la Russie. Avec 20 titres, elle se place également deuxième aux championnats d'Europe, toujours derrière la Russie.
Trois couples allemands sont sacrés champions olympiques : Anna Hübler et Heinrich Burger, Maxi Herber et Ernst Baier ainsi que Ria Baran et Paul Falk. Marika Kilius et Hans-Jürgen Bäumler décrochent deux fois l'argent olympique et Romy Kermer et Rolf Oesterreich une fois. La médaille de bronze aux Jeux olympiques est remportée par Margot Glockshuber et Wolfgang Danne, Manuela Groß et Uwe Kagelmann (deux fois), Manuela Mager et Uwe Bewersdorff, Mandy Wötzel et Ingo Steuer ainsi que Aljona Savchenko et Robin Szolkowy.

### Danse sur glace
La danse sur glace est une des disciplines de patinage artistique les plus récentes. Ce n’est que dans les années 1950 qu’elle est intégrée à la programmation des championnats du monde et d’Europe. Il faut attendre 1976 pour qu’elle devienne une discipline olympique.

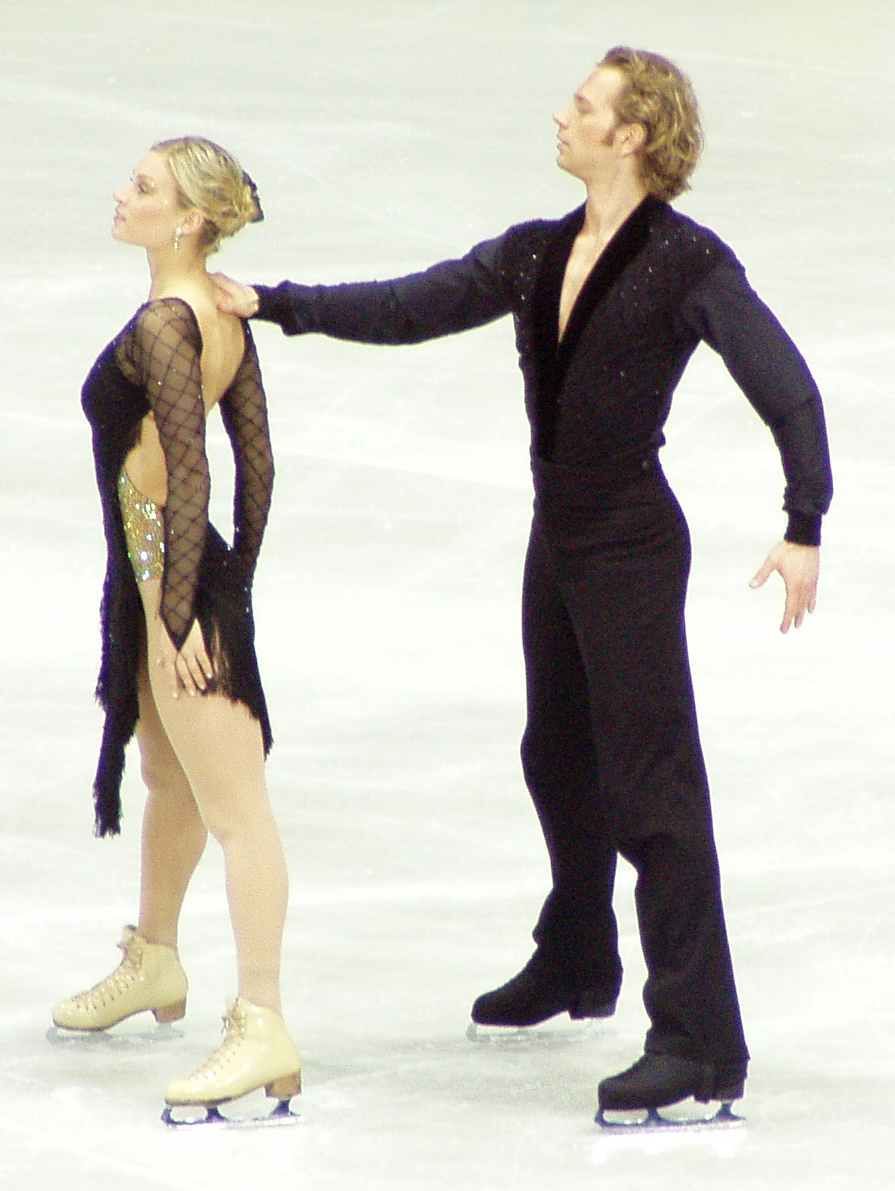
Kati Winkler et René Lohse.

En Allemagne, la danse sur glace évoque avant tout le couple de frères et sœurs Angelika et Erich Buck. Entre 1968 et 1973, ils remportent six fois consécutives le titre de champions d’Allemagne. Ils rencontrent leurs plus grands succès internationaux en 1970 lors du championnat du monde à Ljubljana (médaille de bronze) et du championnat d’Europe à Leningrad (médaille d’argent). Ce sont les premiers danseurs sur glace à obtenir des médailles pour l’Allemagne dans le cadre de tels championnats. Angelika et Erich Buck deviennent alors les concurrents les plus redoutables de Lioudmila Pakhomova et Aleksandr Gorchkov, un couple soviétique connu comme le plus médaillé de l’histoire de la danse sur glace. En 1971, ils sont sacrés vice-champions d’Europe à Zurich, puis vice-champions du monde à Lyon. L’année suivante, lors des championnats d’Europe à Göteborg, Angelika et Erich Buck sont les premiers danseurs sur glace à détrôner le couple de champions d’URSS. Ils décrocheront de nouvelles médailles d’argent en 1972 lors des championnats du monde et en 1973 lors de leurs derniers championnats d’Europe et du monde. Cette même année, les Buck mettent fin à leur carrière, 3 ans avant l’introduction de la danse sur glace aux Jeux olympiques.
En RDA, la danse sur glace ne reçoit pas la même attention que les autres disciplines en raison de son intégration tardive aux Jeux. Annerose Baier et Eberhard Rüger forment de loin le couple le plus prestigieux de danseurs sur glace est-allemands. Bien que huit fois détenteurs du titre de champions de RDA, ils n’ont jamais décroché de médaille à l’international.
Petra Born et Rainer Schönborn sont le second et dernier couple allemand à avoir décroché une médaille lors des championnats d’Europe en 1985.
Le couple Kati Winkler-René Lohse est le seul étant parvenu à relever le niveau de l’Allemagne dans la course aux médailles. Lors des championnats du monde de 2004 à Dortmund, ils décrochent le bronze. Après les Buck, ils sont pour l’instant le seul et dernier couple allemand à avoir remporté une médaille lors des championnats du monde.
La danse sur glace n’est pas le point fort des sportifs allemands. Encore aucun couple allemand n'a, à ce jour, remporté de championnats du monde ou d'Europe, ni de médaille olympique. Angelika et Erich Buck sont le seul couple, avec Kati Winkler et René Lohse à s’être hissés sur le podium lors des championnats du monde. L’Allemagne figure au dixième rang du classement cumulatif des médailles des championnats du monde pour la discipline danse sur glace, avec trois médailles d’argent et deux médailles de bronze.

### Patinage synchronisé
Cette discipline dérivée du patinage artistique se pratique en équipe et existe depuis les années 1920. Elle n’est révélée qu’en 1956 dans la ville de Ann Arbor (Michigan, États-Unis), grâce au Dr. Richard Porter et au club de patinage local avant de devenir une discipline de compétition. Des championnats nationaux en Amérique du Nord et des équivalents internationaux se développent par la suite, tout d’abord au Canada, aux États-Unis et en Suède. Le patinage synchronisé est reconnu en 1992 comme une discipline à part entière par l’Union internationale de patinage (UIP) – les amateurs le décrivent ainsi : « Grâce, expression, dynamisme – l’attraction de la vitesse et l’harmonie des mouvements ».
Depuis 1995, il existe des championnats allemands. L’équipe Team Berlin 1, fondée en 1994 et comprenant 24 patineurs, y a décroché systématiquement (à l’exception de l’année 1995) la première place jusqu’en 2005. Stuttgart, Neuss, Munich, Mannheim et Chemnitz disposent également de leurs équipes.
Lors des championnats du monde de patinage en 1996, le patinage synchronisé était un numéro compris dans la compétition. Depuis 2000, il existe désormais également des championnats séparés (la Team Berlin 1 occupait la 6e place sur 21 équipes lors de la première édition en 2000, puis en 2003). En 2002, lors des Jeux olympiques d’hiver, il est pratiqué comme un sport de démonstration. Le classement aux championnats du monde décide du nombre d’équipes autorisées à participer aux Jeux d’hiver pour chaque pays. En 2006, deux équipes allemandes auraient pu tenter les Jeux, mais la discipline n’était toujours pas devenue olympique.
Plusieurs compétitions spécialisées existent à l’international comme la Coupe du Monde, le Neuchatel Trophy et la Blue White Cup en Suisse, le Dinslaken Trophy en Allemagne, la Spring Cup, la Coupe de France et des événements séparés, par exemple à Saint-Pétersbourg ou à Londres.
En référence se trouve une liste des pays participants et des noms de tous les membres des équipes. D’après cette source, en 2005, 14 pays pratiquaient le patinage synchronisé, et on comptait même une équipe au Cap en Afrique du Sud, The Sun Things Synchronized Skating Team.